# Microchilus ventosus
Microchilus ventosus är en orkidéart som beskrevs av Paul Ormerod. Microchilus ventosus ingår i släktet Microchilus och familjen orkidéer. Inga underarter finns listade i Catalogue of Life.